# 普震有

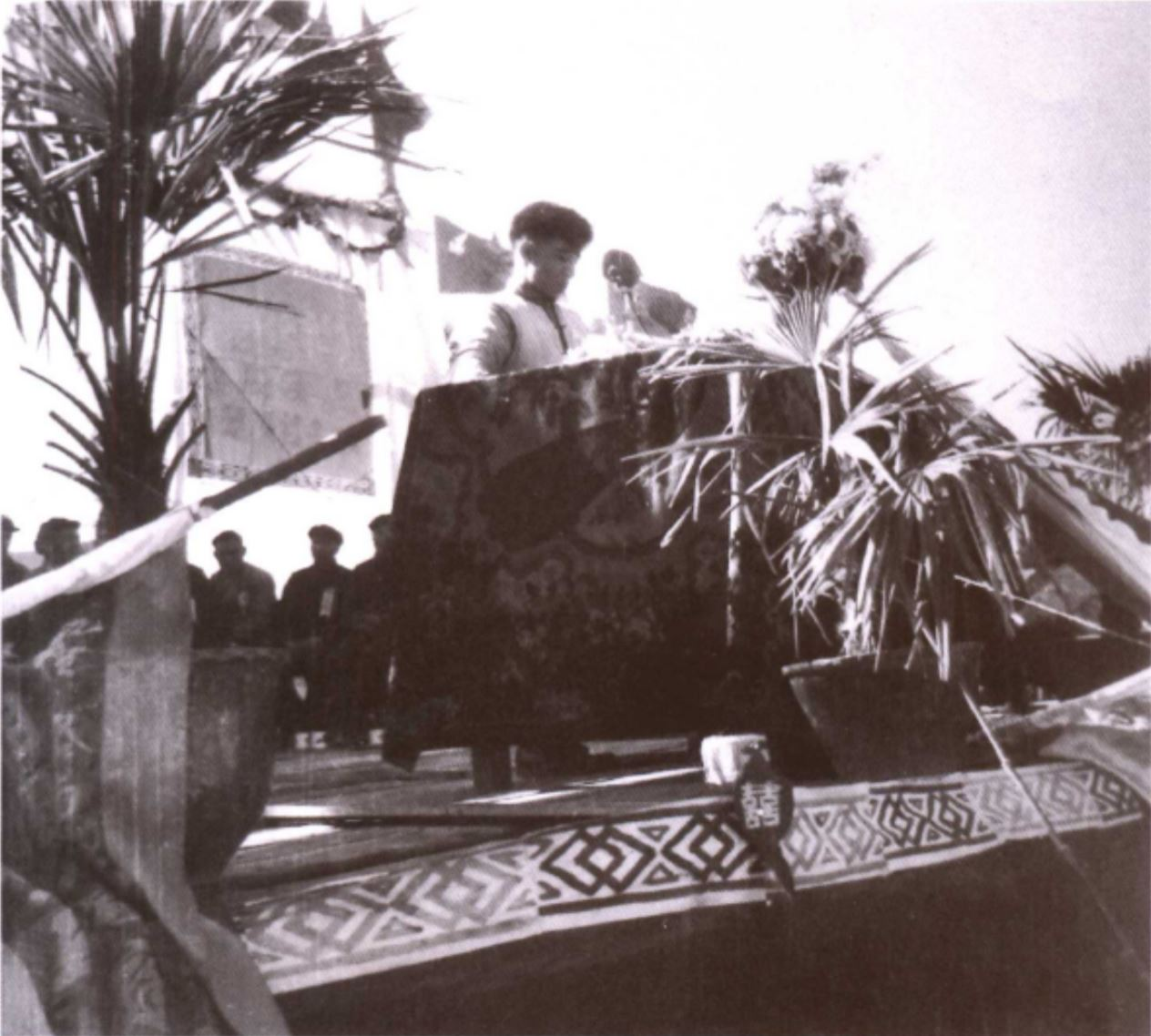
1956年路南县委书记普震有在自治县成立大会上讲话

普震有（1927年10月15日—1999年1月），彝族，云南石林县北大村乡月湖村人。中华人民共和国政治人物。

## 生平
普震有先后在云南省立圭山小学、师训班和路南中学读书。1946年9月，在云大附中加入民青。1947年11月，加入中国共产党。1948年4月，在路南县圭山区小学任教，负责地下党联络站工作。同年12月，成立圭山区革命推进委员会，普震有任革命推进委员会副会长。1949年2月，任路南县圭山区临时人民政府副主席。1949年3月，兼任圭山区游击队教导员。1950年至1952年，任路南县圭山区委书记、区长。1952年6月至1956年10月，先后任路南县人民政府、人民委员会县长。1956年10月至1958年11月，担任中共路南县委书记。1958年11月撤销路南彝族自治县，全建制并入宜良县后，先后担任中共宜良县委副书记、县长。1964年2月，恢复路南彝族自治县建制后，再次担任中共路南县委书记。
1965年8月到1969年，调中共曲靖地委工作，任统战部副部长。1969年至1970年5月，在曲靖地委“五七”干校受审查。1970年至1983年，先后任云南省燃化局后所煤矿指挥部副指挥长、中共曲靖县委副书记、曲靖地委统战部副部长、曲靖专员公署副专员、曲靖地区民委主任、副专员等职。1983年，调任昆明市政协工作，任昆明市第五、六届政协副主席，云南省政协第六届常委。1988年，任云南省政协民族宗教委员会副主任。1996年12月离休。1999年1月，病逝。